# Machilidae

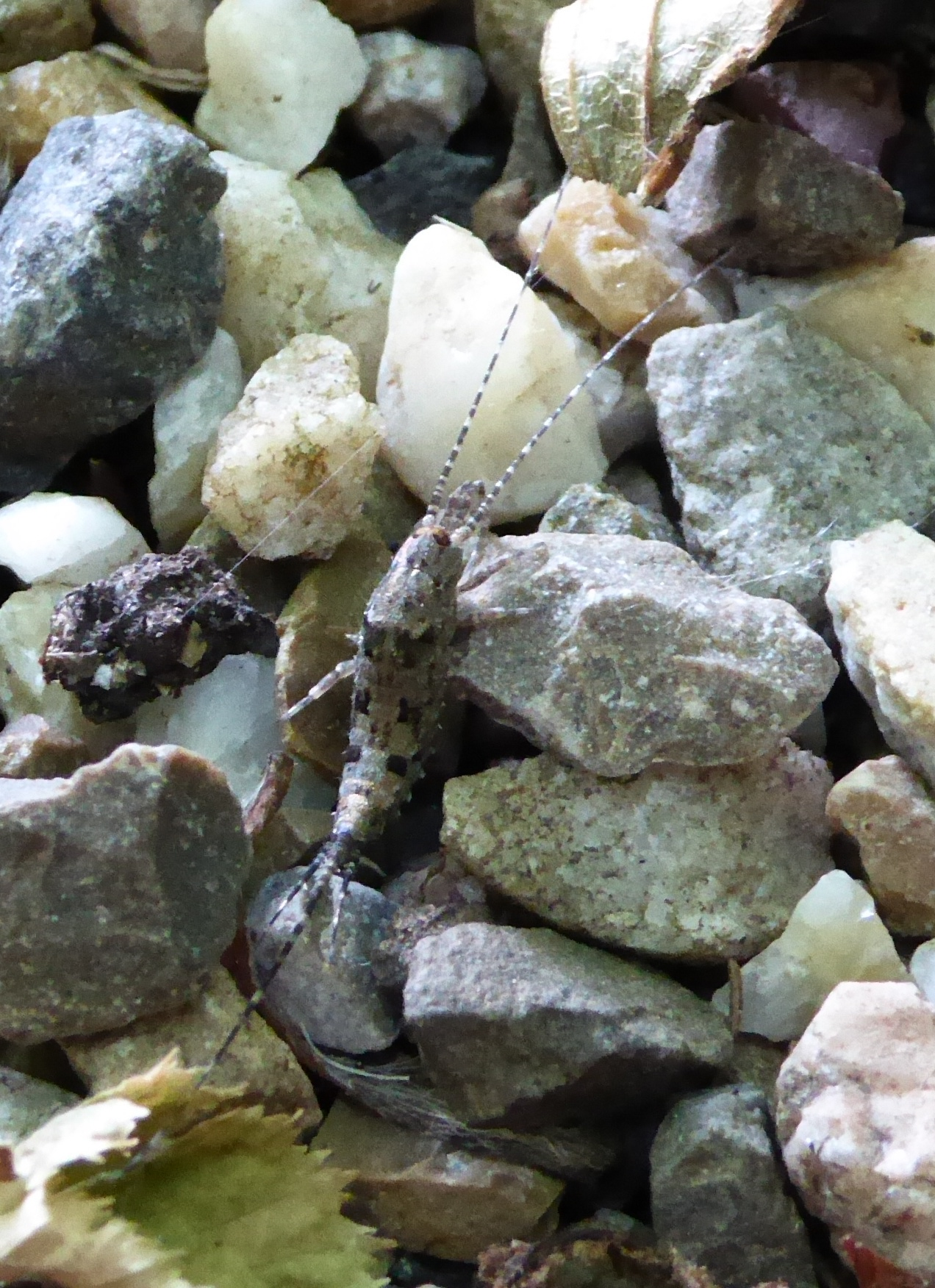
Trigoniophthalmus alternatus

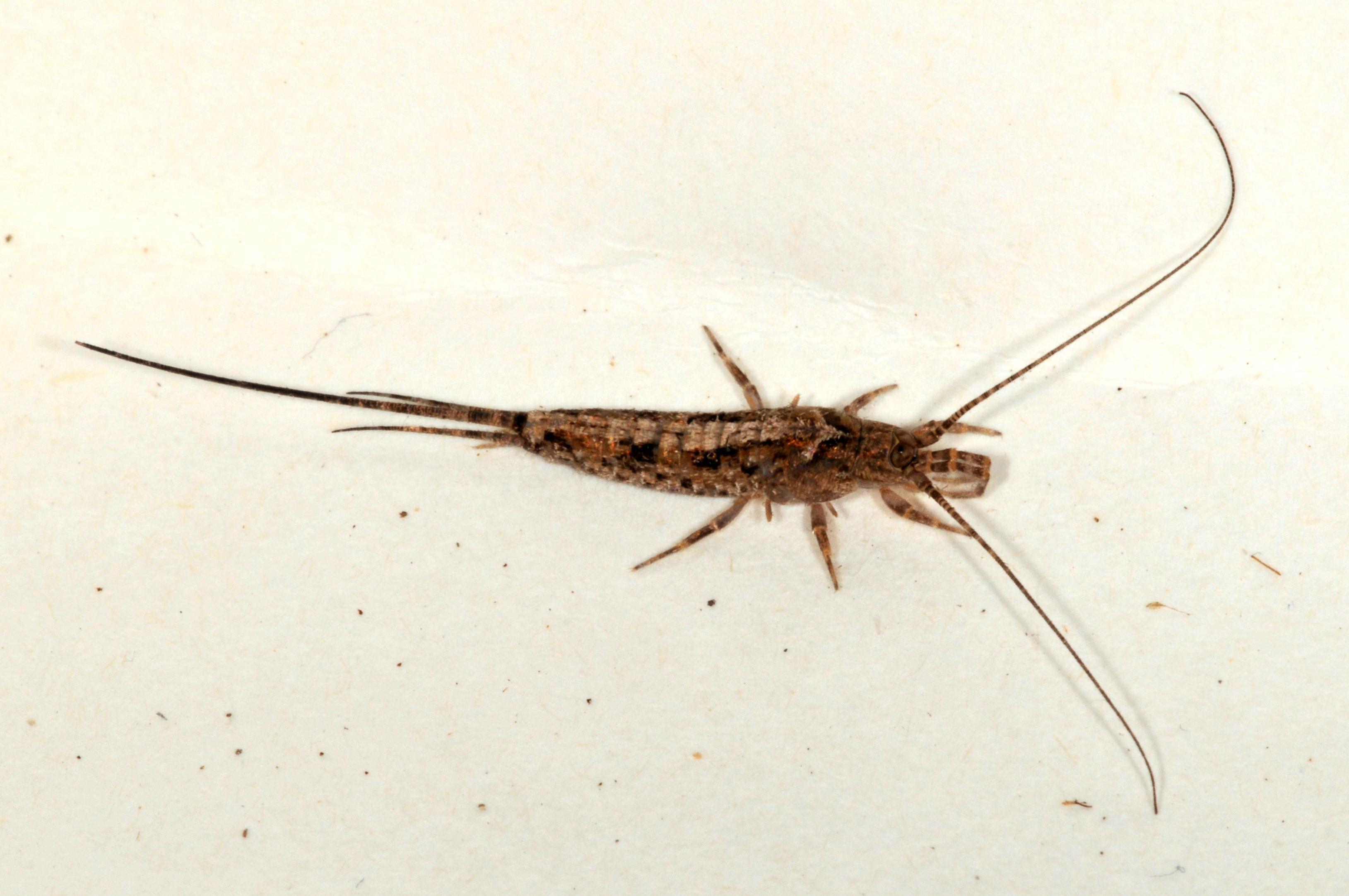
Lepismachilis y-signata

Die Machilidae sind eine der beiden Familien der Überfamilie Machiloidea innerhalb der Ordnung der Felsenspringer (Archaeognatha). Sie umfasst etwa 42 Gattungen und 310 Arten. Ihr Hauptverbreitungsgebiet ist die nördliche Hemisphäre: die Tiere sind in Eurasien, in Teilen Indonesiens, in Teilen Afrikas und in Nordamerika und Mexiko verbreitet. Sie fehlen in Südamerika, Australien, Madagaskar und dem Süden Afrikas. In Europa kommt die Familie mit 19 Gattungen und mehr als 200 Arten vor.

## Merkmale
Die Tiere sind in der Regel am Kopf, den Kopfanhängseln, den Beinen und den Styli beschuppt. Dorsal fehlt der Basis der Maxillarpalpen der Fortsatz (Processus basalis). Am ersten Glied der Maxillarpalpen ist nur ein innerer Buckel ausgebildet. Die hinteren oder die mittleren und hinteren Beine tragen Styli an den Hüften (Coxen). Die Tarsen sind immer dreigliedrig. Am zweiten bis siebten Hinterleibssegment sind die Sternite groß und dreieckig. Am ersten bis siebten Hinterleibssegment tragen die Coxite am caudalen Rand zumindest ein Paar von coxalen Vesikeln. Am zweiten bis sechsten Hinterleibssegment sind es bis zu zwei Paar. Am zweiten bis neunten Hinterleibssegment tragen die Coxite Styli. Es werden drei Bauformen des Ovipositors der Weibchen unterschieden.

## Lebensweise
Vertreter der Machilidae sind aus vielen verschiedenen Lebensräumen bekannt, wobei sie, wie für Felsenspringer generell typisch, häufig felsige bzw. steinige Orte bevorzugen. Insbesondere etwa Machilis ist stark petrophil. Darüber hinaus gibt es aber auch Gattungen, die andere Lebensräume besiedelt. Dilta hibernica aus Europa findet man beispielsweise in der Bodenstreu von Wäldern, Dilta littoralis aus dem atlantischen Westeuropa findet man in Heiden und auf Grasland.
Man findet die Tiere von der Küste bis in sehr hohe Gebirgslagen. Beispielsweise ist Allopsontus swani in Nepal zwischen 5100 und 5700 Metern Seehöhe nachgewiesen. Mehrere Arten der Gattung Machilis steigen in den Alpen bis über 2500, manche auch bis über 3000 Meter Seehöhe. Auch betreffend den Feuchtigkeitsbedarf gibt es Arten mit starken Anpassungen. So findet man Allopsontus confaratus etwa in den südlichen Teilen der Gobi. Anders als bei der Schwesterfamilie Meinertellidae gibt es auch halophile Arten, wie etwa Lepismachilis sturmi aus Korsika.

## Taxonomie und Systematik
Die beiden Familien Machilidae und Meinertellidae sind Schwestertaxa und bilden somit eine monophyletische Gruppe, die Überfamilie Machiloidea.
Die Machilidae sind die deutlich primitivste Familie der Machiloidea. Dies begründet sich durch die deutlich höhere Anzahl an plesiomorphen Merkmalen, etwa am Ovipositor, dem Penis, den Parameren, den Styli und Vesikeln der Hüften und den Tarsomeren sowie die deutlich stärkere Beschuppung des Körpers. Diese Unterschiede resultieren einerseits aus der Kombination primitiver mit neu entwickelten Merkmalen, wie etwa die Ausbildung verschiedener Ovipositor-Formen innerhalb der gleichen Gattung, wie etwa bei Machilis und Allopsontus, andererseits in den beiden unterschiedlichen Weisen des Spermatransports innerhalb der Familie. Kaplin (1985) unterteilte die Familie im Wesentlichen anhand dem Grad der Beschuppung, insbesondere an den Fühlern in die drei Unterfamilien Machilinae, Petrobiinae und Petrobiellinae. Der taxonomische Status letzterer, welche nur die Gattung Petrobiellus umfasst, ist aber unsicher. Von den drei Arten der Gattung ist Petrobiellus takunagae nur unzureichend beschrieben und von Petrobiellus kusakini sind nur die Weibchen beschrieben. Das Paarungsverhalten und auch die innere Anatomie sind unbekannt.
Bei breiterer Betrachtung der Merkmale zeigt sich, dass die Unterfamilie Machilinae sensu Paclt (1972) und Kaplin (1985) eine sehr heterogene Gruppe bildet, die sowohl ursprüngliche Formen, als auch eine vermutlich monophyletische Gruppe mit etwa 11 Gattungen umfasst. Mangels weiterer Untersuchungen bleibt aber unklar, ob und in welcher Form die Machilinae eine monophyletische Unterfamilie bilden. Die Petrobiinae sensu Kaplin (1985) bilden die einzige Unterfamilie der Machilidae, deren Monophylie gut begründet scheint. Die einzige Synapomorphie der Arten dieser Unterfamilie scheint das Fehlen von Schuppen auf dem Flagellum der Fühler zu sein. Die Monophylie kann aber auch durch allmähliche Änderungen in unterschiedlichen evolutionären Linien der Unterfamilie Unterstützung finden. Dennoch sind auch hier weitere Untersuchungen zur Monophylie notwendig, da sich etwa das Paarungsverhalten von Lepismachilis y-signata und zwei Arten der Gattung Pedetontus aus Kalifornien wie auch das Sinnesfeld auf den vorderen Schenkeln der Männchen der beiden Gattungen sehr ähnelt, sodass eine nahe Verwandtschaft zwischen mehreren ursprünglichen Gattungen der beiden Unterfamilien zu vermuten ist. Unklar ist außerdem, ob die Petrobius-Gruppe mit ihrer einzigartigen Art des Spermatransports und den stark modifizierten Genitalanhängseln der Männchen eine eigene Unterfamilie darstellen. Die Unterfamilie Petrobiellinae sensu Kaplin (1985) ist als eigenständige taxonomische Gruppe nicht aufrechtzuerhalten. Die beiden von Kaplin als verwandt betrachteten Gattungen Ditrigoniophthalmus und Petrobiellus bilden kein Monphylum, da die unbeschuppten Fühler vermutlich ein konvergent entstandenes Merkmal darstellen.
Nach Sturm & Machida 2001 wird die Familie Machilidae wie folgt unterteilt:
- Unterfamilie Machilinae (Machilinae sensu Kaplin (1985) ohne Mesomachilis und Charimachilis)
  - Promesomachilis-Gruppe
    - Gattung Bachilis Mendes, 1977 (1 Art; Portugal)
    - Gattung Catamachilis Silvestri, 1923 (5 Arten; Spanien, Portugal, Südfrankreich)
    - Gattung Promesomachilis Silvestri, 1923 (2 Arten; Südeuropa, Nordafrika)
    - Gattung Pseudocatamachilis Gaju-R. & Bach, 1991 (1 Arte; Spanien)

- - Trigoniophthalmus-Gruppe
    - Gattung Trigoniophthalmus Verhoeff, 1910 (10 Arten; Europa, Westasien, Nordamerika)
    - Gattung Trigoniomachilis Stach, 1937 (4 Arten; Südeuropa)

- - Allopsontus-Gruppe
    - Gattung Allopsontus Silvestri, 1911 (29 Arten; Osteuropa, Asien)
    - Gattung Stachilis Janetschek, 1957 (3 Arten; Südeuropa)
    - Gattung ?Pseudomachilanus Paclt, 1969 (1 Art; Seychellen)
    - Gattung ?Coreamachilis Mendes, 1993 (1 Art; Ostasien)
    - Gattung ?Metamachilis Silvestri, 1936 (1 Art; Ostasien, China)

- - Silvestrichilis-Gruppe
    - Gattung Haslundichilis Wygodzinsky, 1950 (5 Arten; Himalaya)
    - Gattung Himalayachilis Wygodzinsky, 1952 (2 Arten; Afghanistan, Nordindien)
    - Gattung Haslundiella Janetschek, 1954 (2 Arten; Asien, Turkmenistan, Israel)
    - Gattung Silvestrichilis Wygodzinsky, 1950 (11 Arten; Südeuropa, Zypern, Asien)
    - Gattung Silvestrichiloides Mendes, 1990 (2 Arten; Zentralasien)
    - Gattung Dilta Strand, 1911 (21 Arten; Europa, Nordafrika)

- - Machilis-Gruppe
    - Gattung Afrochilis Sturm, 2001 (1 Art; Sokotra)
    - Gattung Afromachilis Mendes, 1981 (1 Art; Republik Kongo)
    - Gattung Janetschekilis Wygodzinsky, 1958 (7 Arten; tropisches Afrika)
    - Gattung Lepismachilis Verhoeff, 1910 (28 Arten; Europa, Nordafrika, Westasien)
    - Gattung Machilis Latreille, 1832 (94 Arten; Europa, Westasien, Nordafrika)
    - Gattung Paramachilis Wygodzinsky, 1941 (4 Arten; Spanien, Nordafrika)
    - Gattung ?Heteropsontus Mendes, 1990 (1 Art; Texas, Mexico)

- - Praemachilis-Gruppe
    - Gattung Praemachilis Silvestri, 1904 (1 Art; Südeuropa)
    - Gattung Praemachiloides Janetschek, 1954 (3 Arten; Spanien)
    - Gattung Praetrigoniophthalmus Janetschek, 1954 (4 Arten; Südeuropa, Westasien)
    - Gattung Wygodzinskylis Janetschek, 1954 (1 Art; Südeuropa, Balkan)

- - Graphitarsus-Gruppe
    - Gattung Graphitarsus Silvestri, 1907 (6 Arten; Südasien, Indonesien)
    - Gattung Metagraphitarsus Paclt, 1969 (1 Art; Bioko)
    - Gattung Corethromachilis Carpenter, 1916 (2 Arten; Seychellen)
    - Gattung Hybographitarsus Paclt, 1969 (1 Art; Indonesien)
    - Gattung Dromadimachilis Paclt, 1969 (1 Art; Seychellen)

- - Gattung Mendeschilis Gaju-Ricart et al., 2000 (1 Art; Mallorca)

- Unterfamilie Petrobiinae Kaplin (1985)
  - Pedetontus-Gruppe
    - Gattung Pedetontus Silvestri, 1911 (+25 Arten; Nordamerika, Ostasien)
    - Gattung Pedetontoides Mendes, 1981 (1 Art; USA)
    - Gattung Pedetontinus Silvestri, 1943 (6 Arten; Japan)
    - Gattung Petridiobius Paclt, 1970 (3 Arten; westliches Nordamerika, Ostasien)

- - Neomachilis-Gruppe
    - Gattung Neomachilis Silvestri, 1911 (4 Arten; Kalifornien, Hawaii)
    - Gattung Leptomachilis Sturm, 1991 (1 Art; Kalifornien)

- - Petrobius-Gruppe
    - Gattung Petrobius Leach, 1809 (6 Arten; Europa, Ostasien, Nordamerika)
    - Gattung Parapetrobius Mendes, 1980 (1 Art; Azoren)

- - Gattung Meximachilis Wygodzinsky, 1945 (3 Arten; Mexiko, Nordamerika)

- Unterfamilie Petrobiellinae
  -     - Gattung Petrobiellus Silvestri, 1943 (3 Arten; Japan, Ostrussland)